# Eric Pianka
Eric Rodger Pianka, né le 23 janvier 1939 et mort le 12 septembre 2022, est un biologiste américain qui s'est notamment consacré à l'herpétologie et à l'écologie évolutive. Son manuel Evolutionary Ecology (1983) est considéré comme un classique, et ses œuvres à destination du grand public, ainsi que ses apparitions télévisées ont fait de lui une personnalité influente[réf. souhaitée].

## Jeunesse
Pianka est né en 1939 dans le comté californien de Siskiyou, près de la frontière avec l'Oregon. À treize ans, il a été gravement blessé en jouant avec un projectile de bazooka dans la cour devant sa maison à Yreka. Sa jambe gauche a été atteinte par la gangrène et il a perdu 10 cm de tibia, ainsi que la dernière phalange du majeur de sa main droite. Il est resté avec une jambe plus courte et en partie paralysée. Par la suite, sa jambe plus courte lui a causé une scoliose et une spondylosis (en) cervicale (une déformation de la colonne vertébrale et un nerf coincé entre des vertèbres cervicales).
Pianka a obtenu son Bachelor of Arts à Carleton College à Northfield (Minnesota) et un Ph.D. à l'université de Washington en 1965. Il a poursuivi des études post-doctorales avec l'écologiste Robert MacArthur (1930-1972) à l'université de Princeton. Cette période, durant laquelle il a travaillé étroitement avec MacArthur, alors sans étudiants, a eu une influence majeure sur sa pensée. Les deux écologistes ont réfléchi ensemble sur les aspects théoriques à la base de l'écologie des communautés. Leur collaboration a notamment débouché sur l'article aujourd'hui classique « On optimal use of a patchy environment ». Pianka mentionne fréquemment MacArthur dans ses cours et maintient une page web à la mémoire de son mentor et collègue. D'une certaine manière, le programme de recherche de Pianka développe et poursuit le travail qu'il a commencé avec MacArthur.

## Carrière
Depuis 1988, Eric Pianka travaille à l'université du Texas à Austin. Ses centres d'intérêts sont larges et ses recherches portent sur des aspects théoriques et empiriques de l'histoire naturelle, la systématique, l'écologie des communautés et l'écologie du paysage.
En dépit de ses blessures, il fait beaucoup d'écologie sur le terrain et a conduit des études approfondies sur les communautés de vertébrés dans les écosystèmes désertiques sur trois continents : en Amérique du Nord, le désert de Sonora, le désert Mojave et le Grand Bassin des États-Unis ; en Afrique le désert du Kalahari et en Australie le grand désert de Victoria. Sa monographie sur le sujet (Pianka, 1986) est considérée comme faisant date en matière de synthèse écologique[réf. souhaitée].
Les recherches récentes de Pianka sont consacrées aux communautés de lézards en Australie. Elles comprennent l'étude de la phylogénie et de l'écologie de plusieurs groupes de lézards australiens et une étude complète du biotope particulier produit par les feux de broussailles en Australie (son lézard favori est un petit goanna australien, Varanus eremius). Dans ses recherches, Pianka combine les méthodes traditionnelles de la biologie de terrain avec les innovations technologiques en analyse statistique, reconstruction phylogénique et imagerie de la surface terrestre, pour essayer de résoudre des questions majeures au sujet de l'écologie et de l'évolution.
Pianka a formé de nombreux scientifiques et douze de ses anciens étudiants sont aujourd'hui professeurs dans de grandes universités, notamment Kirk Winemiller, professeur à Texas A&M University et Raymond Huey, professeur à l'université de Washington. Il a aussi donné une populaire série de cours de premier cycle ; l'université du Texas à Austin lui a remis en 1996 un prix d'excellence pour son enseignement.

## Discours à l'Académie des sciences du Texas
Ee 2006, le discours de réception de Pianka pour le Distinguished Texas Scientist Award de l'Académie des sciences du Texas a provoqué une controverse dans la presse populaire, lorsque Forrest Mims (en), vice-président de la section des sciences de l'environnement de l'Académie a déclaré dans le journal en ligne de la Society for Amateur Scientists (en) The Citizen Scientist que Pianka avait « approuvé l'élimination de 90 % de la population humaine » par une maladie comme une éventuelle lignée du virus Ebola transmissible par voie aérienne. Mims a affirmé que Pianka avait dit que la Terre ne pouvait pas survivre si sa population n'était pas réduite de 90 %, suggérant que la planète se porterait « mieux » si sa population diminuait et qu'une lignée mutante du virus Ebola serait le moyen le plus efficace pour y parvenir. L'assistant de Mims au Discovery Institute, William Dembski a alors averti le département de la Sécurité intérieure des États-Unis que le discours de Pianka pouvait avoir eu pour objectif d'inciter au bioterrorisme. Le FBI a alors interrogé Pianka à Austin.
Pianka a déclaré que Mims avait sorti ses déclarations de leur contexte et qu'il avait simplement décrit dans son discours ce qui arriverait du simple point de vue des principes biologiques si la croissance de la population humaine continuait sur le même rythme, et qu'il ne souhaitait en aucune manière que cela se produise. L'Académie des sciences du Texas, où avait eu lieu le discours, a publié une déclaration assurant que « Beaucoup des propos du Dr Pianka avaient été gravement mal interprétées et poussées vers le sensationnalisme. Le Dr Kenneth Summy, un membre de l'Académie qui avait assisté au discours, a cependant écrit une lettre pour soutenir Mims, affirmant que « le Dr Pianka avait choisi de faire passer un message incendiaire dans son discours, et qu'il ne devait donc pas s'étonner de recevoir de nombreuses critiques des membres de l'Académie. Forrest Mims n'avait en rien déformé ce discours. »
Pianka est apparu sur la chaîne KXAN Austin (en) (une filiale de NBC) et dans deux talk-shows sur le câble pour « essayer de laver son nom ». Il a publié sur le site internet de l'université du Texas une déclaration disant notamment :

« J'ai deux petits-enfants et je veux qu'ils héritent d'une Terre stable. Mais j'ai peur pour eux. Les humains ont surpeuplé la Terre et au cours de ce processus ont créé un milieu de culture idéal sur lequel des bactéries et des virus croîtront et prospéreront. Nous nous comportons comme des bactéries sur une plaque d'agar-agar, qui se développent jusqu'à ce que les limites naturelles soient atteintes ou qu'un autre microbe surgisse et prenne le dessus en les utilisant comme ressource alimentaire. En plus de notre densité de population extrêmement élevée, nous sommes sociaux et mobiles, exactement les conditions qui favorisent la croissance et la dispersion des microbes pathogènes. Je crois que c'est seulement une question de temps avant que les microbes assurent à nouveau le contrôle de notre population, puisque nous sommes pas désireux de la contrôler nous-même. Cette idée a été adoptée par les écologistes depuis au moins quatre décennies et n'a rien de nouvelle. Les gens ne veulent simplement pas l'entendre.
Je ne souhaite aucun mal aux gens. Je suis cependant convaincu que le monde, y compris toute l'humanité, SE PORTERAIT nettement mieux sans la plupart d'entre nous. Cesser simplement de détruire les forêts pluviales aiderait à diminuer certains problèmes planétaires actuels, y compris la libération de pathogènes jusqu'alors inconnus. L'ancienne malédiction chinoise « Puisse-tu vivre en des temps intéressants » vient à l'esprit — nous vivons à une des périodes les plus intéressantes que les humains aient jamais connues. Considérez par exemple les effets multiples du réchauffement climatique. Nous avons besoin d'effectuer une transition vers un monde durable. Si nous ne le faisons pas, la nature va le faire pour nous, de la manière qui lui plaira. Par définition, ça ne sera pas la nôtre et ça ne sera pas très drôle. Pensez-y. »

Pianka et des membres de l'Académie des sciences du Texas ont reçu des menaces de mort à cause de cette controverse,. Selon Pianka, ses filles sont maintenant inquiètes au sujet de sa sécurité et de la leur, et sa vie a été « complètement bouleversée par des idiots de droite ».

## Œuvres
Pianka a publié plus de 100 articles scientifiques, dont beaucoup très cités et influents, et un manuel devenu classique, Evolutionary Ecology. Il a aussi écrit pour le grand public ; son livre Lizards-Windows to the Evolution of Diversity, écrit avec sa collaboratrice de longue date Laurie Vitt, a reçu le Robert W. Hamilton Faculty Author Award de l'université du Texas à Austin et l’Oklahoma Book Award de l’Oklahoma Center for the Book.